# Paltostoma
Genre
Paltostoma est un genre d'insectes diptères nématocères de la famille des Blephariceridae.

## Systématique
Le genre Paltostoma a été créé en 1866 par l'entomologiste autrichien Ignaz Rudolph Schiner (1813-1873),.

## Liste d'espèces
Selon NCBI (4 novembre 2022) :
- Paltostoma diriageni Hogue, 1979

## Publication originale
- (de) J. R. Schiner, « Bericht uber die von der Weltumseglungsreise der k. Fregatte Novara mitgebrachten Dipteren », Verhandlungen der kaiserlich-königlichen zoologisch-botanischen Gesellschaft in Wien, Vienne, Inconnu, vol. 16,‎ 1866, p. 927-934 (ISSN 1025-4749, OCLC 5759771, lire en ligne).